# Raymond Berr
Pour les articles homonymes, voir Berr.
Raymond Berr, né le 30 juillet 1888 dans le 7e arrondissement de Paris et mort le 27 septembre 1944 à Auschwitz, est un polytechnicien (X 1907), ingénieur du corps des mines. Il fait toute sa carrière dans les Établissements Kuhlmann (devenu Pechiney). Déporté avec son épouse Antoinette et leur fille Hélène Berr, il est assassiné à Auschwitz.

## Biographie
Raymond Henri Daniel Berr naît le 30 juillet 1888 dans le 7e arrondissement de Paris, fils de Louis Lehmann Berr (1852-1933), juge d'instruction, puis conseiller à la Cour d'appel de Paris, et de Henriette Alice Lévy. Il a un frère jumeau Maxime Gustave Berr (1888-1917; X 1907]) capitaine d'artillerie, mort pour la France.
Il est le petit-fils de Maurice Lévy (1838-1910; X 1856) de l'Académie des sciences.
Raymond Berr épouse Antoinette (1891-1944), la fille de Jacob Camille Cécile Rodriguez-Ély (1854-1922; X 1874), industriel, et de Berthe Leven. Raymond et Antoinette Berr ont 5 enfants, Jacqueline (1915-1921), Yvonne (1917-2001), Denise (1919-2011), Hélène Berr (1921-1945) et Jacques (1922-1998). Yvonne est mariée à Daniel Schwartz (X 1937), de la famille Debré. Denise est l'épouse de François Job (1918-2006; X 1938). Raymond Berr est le grand-père de Maxime Schwartz (1940, X, 1959), directeur de l'Institut Pasteur.
Par Daniel Schwartz, Raymond Berr est parenté par alliance avec les frères de Daniel Schwartz : Laurent Schwartz et Bertrand Schwartz (X 1939 ; corps des mines).

### Polytechnique et École des mines
Il est de la promotion de 1907 de Polytechnique (X 1907).
En 1911, il est élève ingénieur à l'École des mines de Paris, devient préparateur du cours de minéralogie, à la demande de Pierre Termier.
Il devient professeur de géologie à l'École des mines de Saint-Étienne

### Première Guerre mondiale
En 1914, Raymond Berr est lieutenant d'artillerie. Il est blessé au bras le 27 août, mais repart sur le front.
Il est affecté au ministère de l'Armement, direction des Poudres, capitaine adjoint au chef de service.
Il est attaché au Commissariat général de la reconstruction des régions libérées

### Entre les deux guerres
En 1919, il devient sous-directeur des Établissements Kuhlmann. En 1920, il en devient directeur.

### Seconde Guerre mondiale

#### Première arrestation
Le 23 juin 1942, Raymond Berr est arrêté sous le prétexte que l'étoile jaune qu'il porte est agrafée et non cousue. Il est libéré le 22 septembre 1942, après 3 mois d'internement au camp de Drancy. L'entreprise Kuhlmann a versé une caution. Il est contraint de travailler à son domicile.

#### Seconde arrestation
Le 1er février 1944, Raymond Berr prend la décision de quitter son domicile 5, avenue Élisée-Reclus dans le 7e arrondissement de Paris. Il est hébergé par diverses personnes. Cependant, il change d'avis et le 7 mars 1944, il retourne avec sa famille dormir à son domicile.
Le lendemain matin, le 8 mars 1944, Raymond, Antoinette et Hélène Berr sont arrêtés à leur domicile.

### Déportation
Raymond Berr, Antoinette et Hélène, sont tous les trois déportés vers Auschwitz par le convoi no 70 le 27 mars 1944, date à laquelle Hélène complétait ses 23 ans.
Antoinette Berr est gazée le 30 avril 1944. Quant à Hélène, elle est envoyée d'Auschwitz à Bergen-Belsen. Un matin, ne pouvant se lever à l'heure de l'appel, elle est battue à mort par une gardienne, quelques jours avant la libération du camp par les troupes anglaises, le 10 avril 1945 (Mariette Job, son éditrice et nièce, qui apporte ces précisions, suggère cette date sans la préciser formellement).

### Mort
Atteint d'un phlegmon au genou, Raymond Berr est assassiné par le médecin-chef polonais du camp d'Auschwitz III-Monowitz le 27 septembre 1944, d'après David Rousset.

## Prix Raymond-Berr à Polytechnique
En 1962, La Société des Amis de Raymond Berr décerne pour la première fois un prix portant le nom de Raymond Berr à un élève sortant de Polytechnique qui s'est distingué en chimie.

## Hommages
Une rue porte le nom de Raymond Berr à :
- Dieuze en Moselle ;
- Saint-André-lez-Lille dans le Nord[3] ;
- Loos dans le Nord ;
- Paimbœuf en Loire-Atlantique.

Un stade porte le nom de Raymond Berr à :
- Harnes dans le Pas-de-Calais (ville dans laquelle se trouvait l'usine Courrières-Kuhlmann)